# Maidanul de Mijloc, Vijnița
Maidanul de Mijloc, întâlnit și sub forma Seredni Maidan (în ucraineană Середній Майдан, transliterat: Serednii Maidan) este un sat în raionul Vijnița din regiunea Cernăuți (Ucraina), depinzând administrativ de comuna Milie. Are 193 locuitori, preponderent ucraineni (ruteni).
Satul este situat la o altitudine de 470 metri, în partea de centru a raionului Vijnița.

## Istorie
Localitatea Maidanul de Mijloc a făcut parte încă de la înființare din regiunea istorică Bucovina a Principatului Moldovei. În ianuarie 1775, ca urmare a atitudinii de neutralitate pe care a avut-o în timpul conflictului militar dintre Turcia și Rusia (1768-1774), Imperiul Habsburgic (Austria de astăzi) a primit o parte din teritoriul Moldovei, teritoriu cunoscut sub denumirea de Bucovina. După anexarea Bucovinei de către Imperiul Habsburgic în anul 1775, localitatea Maidanul de Mijloc a făcut parte din Ducatul Bucovinei, guvernat de către austrieci. 
După Unirea Bucovinei cu România la 28 noiembrie 1918, satul Maidanul de Mijloc a făcut parte din componența României, în Plasa Răstoacelor a județului Storojineț. Pe atunci, majoritatea populației era formată din ucraineni, existând și comunități de români și de evrei. 
Ca urmare a Pactului Ribbentrop-Molotov (1939), Bucovina de Nord a fost anexată de către URSS la 28 iunie 1940, reintrând în componența României în perioada 1941-1944. Apoi, Bucovina de Nord a fost reocupată de către URSS în anul 1944 și integrată în componența RSS Ucrainene. 
Începând din anul 1991, satul Maidanul de Mijloc face parte din raionul Vijnița al regiunii Cernăuți din cadrul Ucrainei independente. Conform recensământului din 1989, nici un locuitor nu s-a declarat de naționalitate român sau moldovean . În prezent, satul are 193 locuitori, preponderent ucraineni.

## Demografie
Componența lingvistică a localității Maidanul de Mijloc
     Ucraineană (100%)
Conform recensământului din 2001, toată populația localității Maidanul de Mijloc era vorbitoare de ucraineană (100%).
1989: 191 (recensământ)
2007: 193 (estimare)